# Jens Lien
Jens Lien (nascut el 14 de setembre de 1967) és una director de cinema noruec. Es va graduar a la London International Film School el 1993. El seu projecte de graduació va ser el curtmetratge Montana, que es va presentar al festival de curtmetratges de Grimstad aquell any l'any 1995 va tornar a participar en aquest festival, amb Mitt elektriske kjøkken (La meva cuina elèctrica). Lien va passar a fer els curtmetratges Døren som ikke smakk (Tanca la porta, 2000) i Naturlige Briller (Vidres naturals, 2001). Ambdues pel·lícules es van basar en guions de Per Schreiner, i ambdues es van presentar al Festival Internacional de Cinema de Canes. A més d'això, Lien també ha fet una sèrie d'anuncis.
El 2003 va debutar al llargmetratge amb la pel·lícula Jonny Vang. La pel·lícula va ser seleccionada per al Festival de Cinema de Berlín i va ser guardonada amb un Premi Amanda al "Millor actor" (Aksel Hennie) l'any 2003. També va ser nominada a la categoria "Millor pel·lícula", però va perdre davant Salmer fra kjøkkenet de Bent Hamer.
El següent gran projecte cinematogràfic de Lien va ser Den brysomme mannen (L’home molest) (2006). Aquesta pel·lícula va ser de nou fruit d'una cooperació amb Per Schreiner; es basava en una història escrita originalment per a teatre de ràdio, gravada dos anys abans que fos adaptada per a la pantalla. Lien va dir més tard en una entrevista que el guió feia tal una gran impressió en ell que no podia dormir després de llegir-la per primera vegada. La pel·lícula va rebre tres Amanda el 2006: per "Millor direcció", "Millor guió" i "Millor actor" ( Trond Fausa Aurvåg). També va ser nominada a les categories "Millor pel·lícula" i "Millor actriu" (Petronella Barker). Den brysomme mannen ha guanyat més de 20 premis internacionals, inclòs el premi ACID (Agence du Cinéma Indépendant pour sa Diffusion) al Festival de Cinema de Canes.
El 2011 el seu següent llargmetratge Sønner av Norge (Fills de Noruega) es va estrenar al Festival de Cinema de Toronto. La pel·lícula presenta un cameo de John Lydon (també conegut com Johnny Rotten). Es va estrenar a Noruega al mateix temps.
El 2014 va dirigir la minisèrie Viva hate per a SVT (televisió sueca). La sèrie constava de tres episodis de 60 minuts i era una comèdia romàntica sobre el rock 'n' roll ambientada a l'escena musical vital de Göteborg a principis dels anys noranta.